# Église évangélique-presbytérienne d'Ukraine

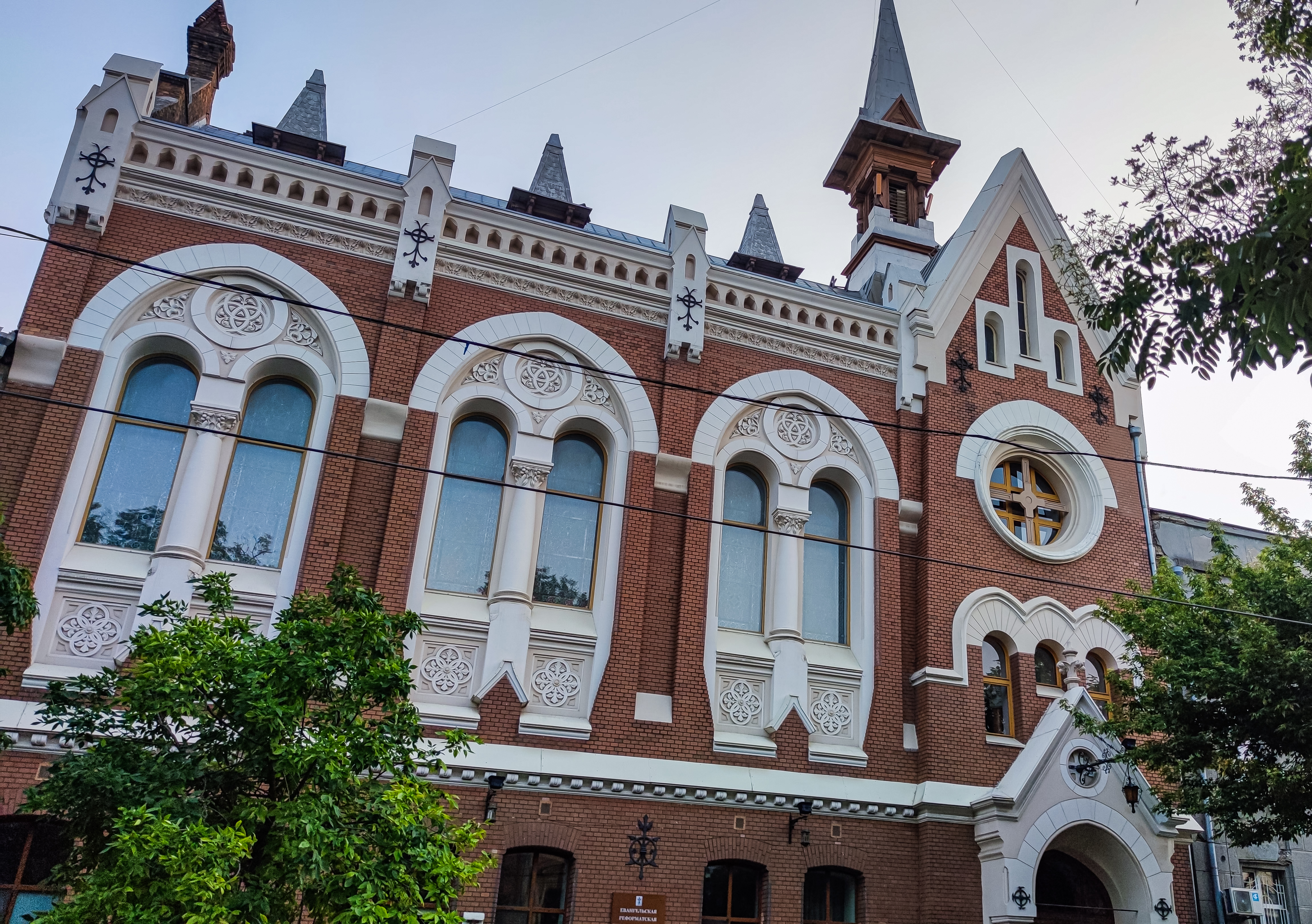
Bâtiment de l'Église évangélique-presbytérienne d'Ukraine, situé à Odessa.

L'Église évangélique-presbytérienne d'Ukraine est une jeune Église issue de la tradition calviniste installée en Ukraine surtout depuis le début du XXIe siècle. Elle a été  reconnue en 2008 au niveau national. Elle appartient au courant conservateur du presbytérianisme et applique la théologie des Standards de Westminster. Elle revendique près de 1 500 fidèles sur 41 millions d'habitants.

## Origine
L'Église évangélique-presbytérienne d'Ukraine a été reconnue officiellement le 16 avril 2008 à Odessa. À cette époque, cette Église comprenait trois paroisses et huit églises de mission. En 2012, elle comprenait douze églises et missions dans différentes régions du pays. Son implantation date de l'envoi en mission dans les années 1990 de pasteurs et missionnaires américains venus de la Presbyterian Church in America. Le temple de la Sainte-Trinité de Kiev regroupe la paroisse presbytérienne la plus importante du pays. L'on trouve des communautés presbytériennes dans neuf autres grandes villes.

## Histoire
Le calvinisme arrive aux confins du monde orthodoxe slave au milieu du XVIe siècle dans certaines régions de Pologne et de Hongrie, mais il faut attendre les années 1930 pour que sa variante presbytérienne venue du Canada arrive dans la partie occidentale de l'actuelle Ukraine qui à cette époque faisait partie de la jeune République de Pologne. Avant 1939, il y avait aussi dans cette partie des communautés luthériennes et réformées représentant environ 3 000 fidèles. En 1945, ces régions sont incorporées à la République socialiste soviétique d'Ukraine. Le régime communiste réprime sévèrement toute expression religieuse, chrétienne ou non. Le protestantisme est éradiqué.
Après la chute de l'Union soviétique, des missionnaires venus de l'étranger commencent à travailler dans diverses grandes villes d'Ukraine. Celle d'Odessa est alors un nouveau foyer de mission protestante et en particulier de celle des presbytériens venus surtout d'Outre-Atlantique. En 1998, les autorités laissent à la disposition de ceux-ci un ancien temple réformé datant de 1898 et transformé sous l'ère communiste en théâtre de marionnettes. L'édifice est restauré et on y installe un orgue. L'assistance dominicale excède une centaine de fidèles,. L'enregistrement officiel de cette Église presbytérienne ukrainienne est effectif le 16 avril 2008.
La clinique chrétienne de Belgorod est une mission de cette Église aidée financièrement par la MTW (Mission to the World) en Ukraine.

## Missions
Cette Église a des missions à Kiev (fondée en 1994), Odessa, Lviv (première implantation) et Kherson. Il est prévu d'ériger une quarantaine de temples d'ici 2035.

## Séminaire d'Ukraine
Les pasteurs et officiants sont formés au séminaire évangélique-réformé d'Ukraine ouvert en l'an 2000 avec vingt étudiants. Le corps enseignant est composé de professeurs qualifiés et de professeurs invités du Canada, des Pays-Bas, d'Afrique du Sud et du Royaume-Uni.
Le fondateur du séminaire est le Dr. Clay Quarterman. Le président actuel est le révérend Erik van Alden.

## Théologie

### Modèles confessionnels
- Confession de foi de Westminster
- Grand catéchisme de Westminster
- Petit catéchisme de Westminster[9]

### Autres confessions réformées
- Confession belge
- Seconde Confession helvétique
- Catéchisme de Heidelberg
- Canons de Dort

### Profession de foi
- Symbole des Apôtres
- Symbole de Nicée
- Symbole d'Athanase